# Banate
Banate (Bayan ng Banate) är en kommun i Filippinerna. Kommunen ligger på ön Panay, och tillhör provinsen Iloilo. Folkmängden uppgår till 27 263 invånare.

## Källor

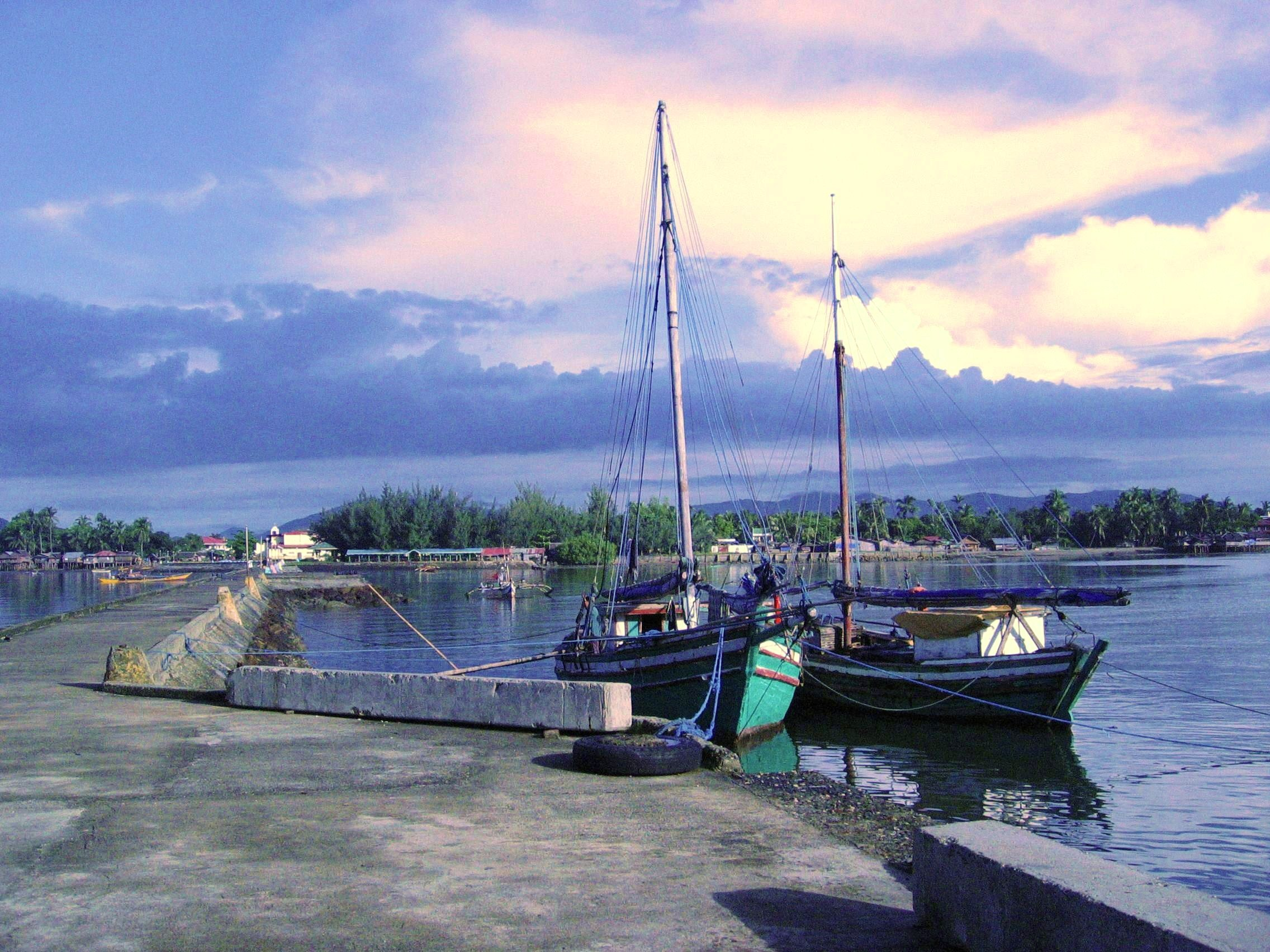
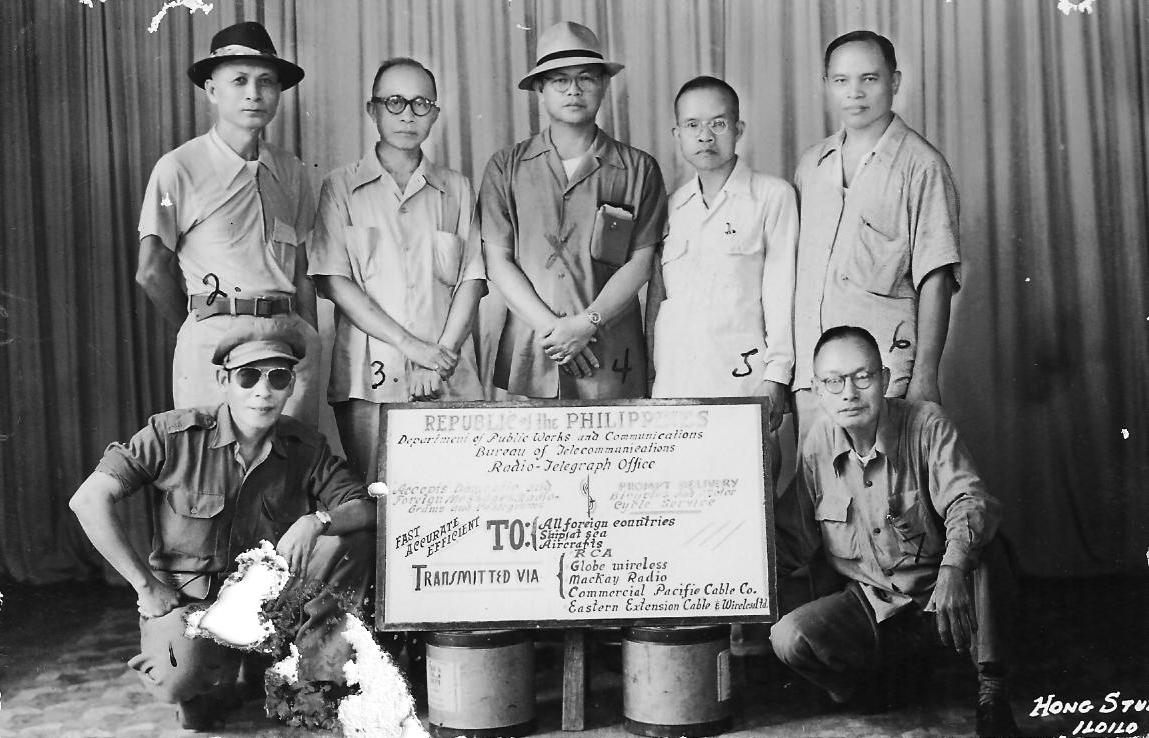
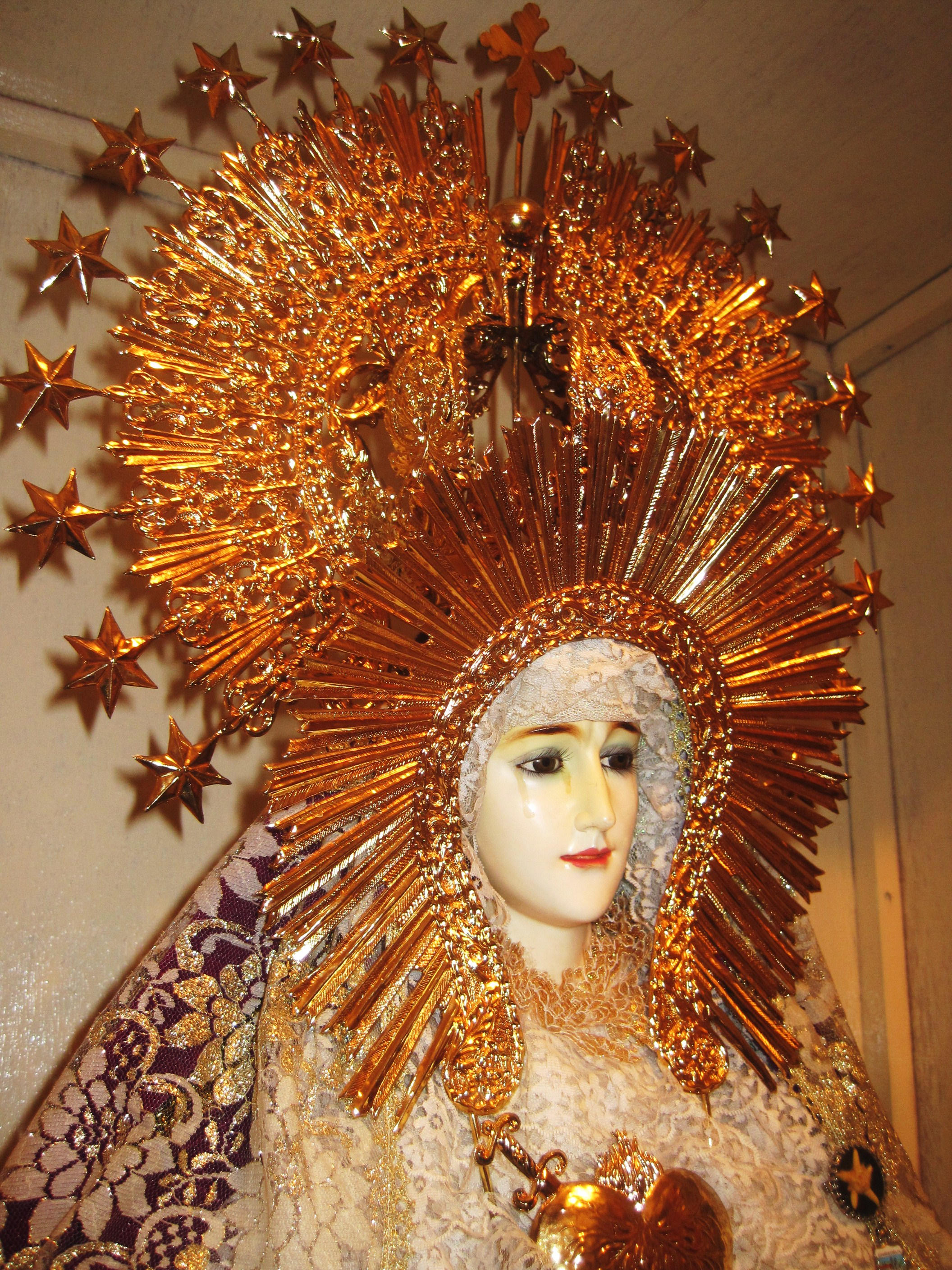
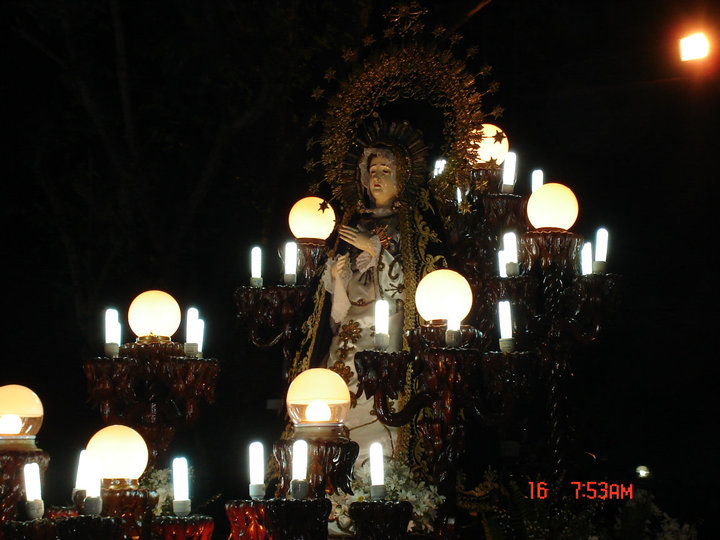
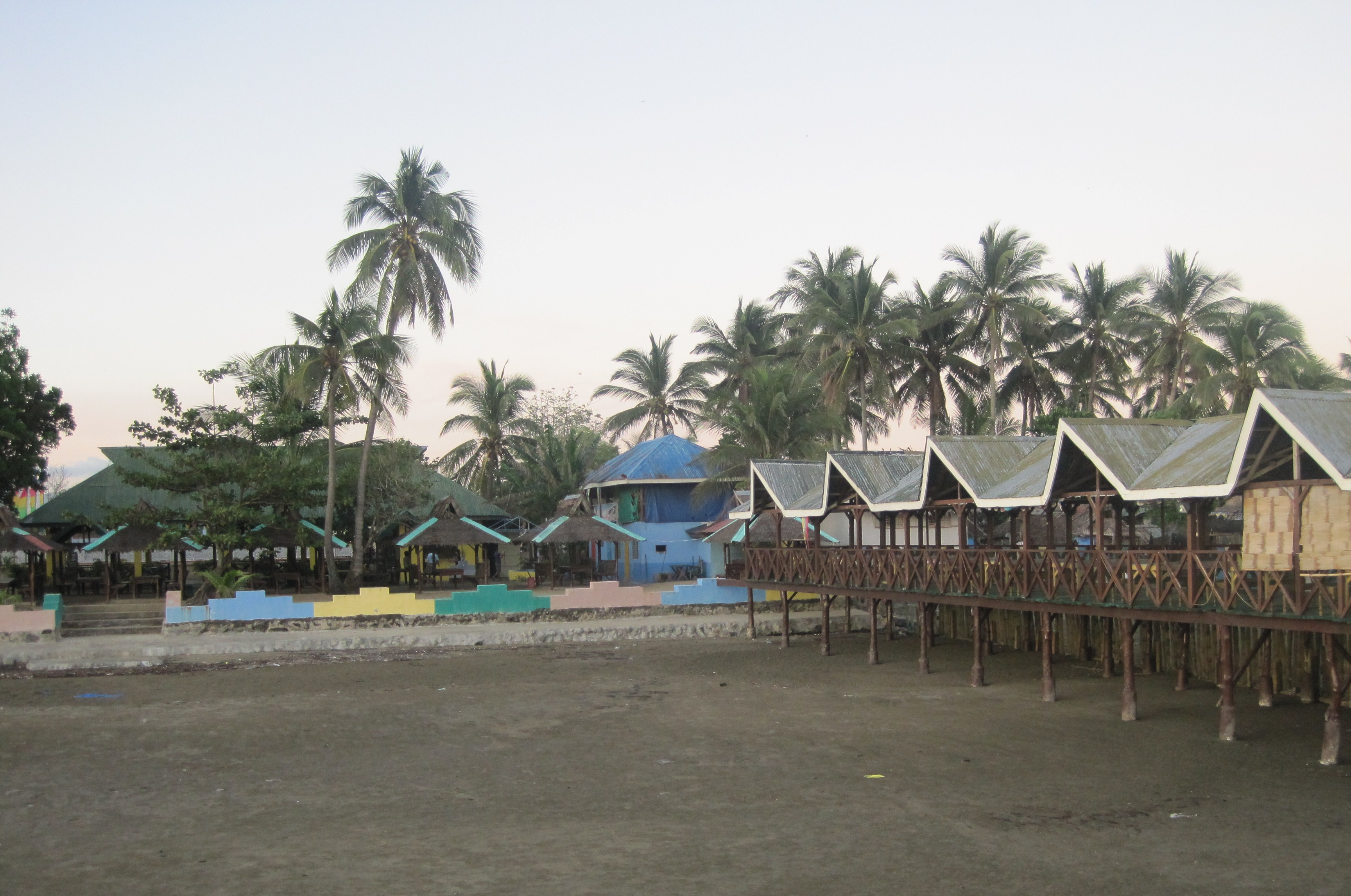

## Barangayer
Banate är indelat i 18 barangayer.
| - Alacaygan - Bariga - Belen - Bobon - Bularan - Carmelo - De La Paz - Dugwakan - Juanico | - Libertad - Magdalo - Managopaya - Merced - Poblacion - San Salvador - Talokgangan - Zona Sur - Fuentes |